# Lessebo (đô thị)
Đô thị Lessebo là một đô thị thuộc hạt Kronoberg (Kronobergs län) ở phía nam Thụy Điển.
Đô thị này có diện tích 458,54 km², dân số 8161 người.